# 영웅들
《영웅들》은 2015년 11월 2일부터 2016년 2월 22일까지 QTV에서 방영된 드라마이다.

## 등장 인물
- 최종훈 : 최희열 역
- 이엘리야 : 박해밀 역
- 박두식 : 구남 역
- 김건호 : 오덕 역
- 김서진 : 말지 역
- 고나연 : 가영 역
- 정재훈 : 찰스 역
- 유승옥 : 승옥 역
- 우현 : 오동장 역
- 윤성민 : 온달 역
- 김은서 : 평강 역
- 변우민 : 박종해 역
- 유혜정 : 숙현 역
- 홍진호 : 진호 역
- 이두혁
- 춘자
- 현성 : 미나 역
- 미소 : 소미 역
- 김명훈 : 명훈 역
- 최도원 : 도원 역
- 전병철
- 한호용
- 윤영주
- 조완
- 최지은 : 오리역
- 소지유 : 지유역